# 萨尔堡区
萨尔堡区（法語：Arrondissement de Sarrebourg）是法国摩泽尔省所辖的一个旧区。总面积993平方公里，总人口64374，人口密度65人/平方公里（2012年）。主要城镇为萨尔堡。2016年1月，该区与萨兰堡区合并为萨尔堡-萨兰堡区。

## 辖区
萨尔堡区曾辖有102个市镇。